# Chiesa di San Pietro Apostolo (Modena, Cittanova)
La chiesa di San Pietro Apostolo è la parrocchiale di Cittanova, frazione di Modena, in provincia di Modena e arcidiocesi di Modena-Nonantola; fa parte del vicariato di San Faustino.

## Storia
L'originaria cappella di Cittanova venne fondata nel 728 dal re Litprando, per poi essere donata dal suo successore Ildebrando nel 744 al vescovo di Modena Giovanni.
Questo luogo di culto si ritrova poi menzionato in un documento del 755 e nell'830 il vescovo Deodato nominò suo rettore un certo pre' Leone.
Nel 1645 per interesse di don Federico Spadai l'edificio fu ristrutturato e in quell'occasione si provvide a ripristinare il campanile, che versava in cattive condizioni.
La parrocchiale venne interessata da un intervento di rifacimento nel 1708 su impulso del vicario foraneo don Giambattista Golfieri; in quel medesimo anno si procedette alla ricostruzione della canonica.
Nel 1785 la facciata fu rimaneggiata da Ludovico Bosellini e nel 1807 venne portata a termine la sagrestia; dopo gli eventi bellici del 1814-15 don Pietro Baccarani fece restaurare la chiesa.
All'inizio del XX secolo la parrocchiale venne rimaneggiata per volere di don Giovanni Simonini; i lavori furono ultimati 1919 da don Pietro Crespolani.
Nel 1980, in ossequio alle norme postconciliari, la chiesa venne dotata del nuovo altare rivolto verso l'assemblea.

## Descrizione

### Esterno
La facciata a salienti della chiesa, rivolta a occidente e abbellita da due lesene sorreggenti il frontone dentellato, presenta centralmente il portale d'ingresso, sormontato dal timpano semicircolare e sopra una finestra, mentre ai lati vi sono due ali secondarie raccordate al corpo principale mediante volute.
Annesso alla parrocchiale è il campanile a base quadrata, abbellito da lesene angolari; la cella presenta su ogni lato una monofora ed è coperta dal tetto a quattro falde.

### Interno
L'interno dell'edificio si compone di un'unica navata, sulla quale si affacciano i bracci del transetto e le cappelle laterali, introdotte da archi a tutto sesto, e le cui pareti sono scandite da lesene scanalate, sorreggenti la trabeazione aggettante e modanata sopra la quale si imposta la volta; al termine dell'aula si sviluppa il presbiterio, rialzato di un gradino e chiuso dall'abside di forma semicircolare.